# Manchild
"Manchild" é uma canção da cantora estadunidense Sabrina Carpenter e o primeiro single de seu próximo sétimo álbum de estúdio, Man's Best Friend (2025). Ela coescreveu e coproduziu a música com Jack Antonoff, enquanto Amy Allen forneceu composições adicionais. A canção foi lançada em 5 de junho de 2025 pela Island Records. O videoclipe que a acompanha foi lançado em 6 de junho.
A música foi descrita como uma faixa pop e synth-pop com influência country e uma energia parecida com disco. Liricamente, ele critica com humor um ex-namorado imaturo por meio de melodias otimistas. "Manchild" alcançou o primeiro lugar nas paradas da Irlanda, Israel, Reino Unido e Estados Unidos; e alcançou as dez primeiras posições na Austrália, Canadá, Nova Zelândia, Filipinas, Portugal e Singapura, bem como os vinte primeiros lugares na Áustria, Alemanha, Islândia, Malásia, Holanda, Noruega, Suécia e Emirados Árabes Unidos.

## Lançamento e promoção
Em 2 de junho de 2025, Carpenter compartilhou uma postagem enigmática no Instagram sugerindo o lançamento de uma nova música. A cantora lançou um vídeo teaser que a mostra em pé na beira de uma estrada usando um short Daisy Dukes, esperando um caminhão para levá-la para casa. No final do clipe silencioso, ela pode ser ouvida dizendo "oh boy". No mesmo dia, surgiram outdoors nos Estados Unidos com referências vinculadas a um novo projeto. Os outdoors apresentavam vários versos da canção a ser lançada.
Carpenter anunciou oficialmente a música em 3 de junho em suas redes sociais, acompanhada da legenda "this one's about you" (essa é sobre você). Ela também compartilhou a arte da capa, uma foto tirada do vídeo do trailer. Ela mostra a cantora pedindo carona na beira da estrada, vestindo uma camisa branca de botões, com o título da canção em fonte amarela no lado direito. Após o anúncio da música, ela foi disponibilizada para compra em um vinil transparente de 7 polegadas, com uma faixa lado B intitulada "Inside of Your Head When You've Just Won an Argument with a Man". Para apoiar o lançamento, os fãs organizaram uma experiência de cinema drive-in na cidade de Nova Iorque em 6 de junho, homenageando a sensação "cinematográfica" do lançamento do projeto.

## Composição
"Manchild" foi descrita como uma faixa pop e synth-pop, com influências de country e uma "energia disco que faz você se sentir bem". Vários meios de comunicação compararam a música com o single de 2024 de Carpenter, "Please Please Please". A canção é sobre um ex-namorado patético com quem Carpenter "comicamente se deita". Ao longo da música, a cantora lança "insultos sobre melodias doces e animadas", entregando "dísticos murchos".

## Videoclipe
Um vídeo musical, dirigido por Vania Heymann e Gal Muggia, foi lançado em 6 de junho de 2025. O vídeo, inspirado na edição em ritmo acelerado dos trailers de filmes, retrata Carpenter viajando de carona pelo oeste americano com uma "safra diversificada de homens" (alguns dos quais usam meios de transporte estranhos, como um jet ski, um carrinho de compras acoplado a uma motocicleta e uma cadeira reclinável motorizada) e entrando em cenários malucos e perigosos (como empunhar uma espingarda, cair de um penhasco e encontrar uma orca).

## Desempenho comercial
Nos Estados Unidos, "Manchild" debutou no topo da Billboard Hot 100, dando a Carpenter seu segundo single número um, depois de "Please Please Please", e primeira estreia no primeiro lugar. O single também estreou na primeira posição da UK Singles Chart, encerrando o reinado quebrador de recordes de 12 semanas de "Ordinary" de Alex Warren e tornando-se o quarto single número um de Carpenter na parada e segunda estreia no primeiro lugar, depois de "Taste". No Brasil, a música estreou em 38º lugar na Brasil Hot 100.
Foi menos bem-sucedida no Sudeste da Europa e na Europa Ocidental, atingindo sua posição de pico no 87º lugar na França, tornando-se a entrada mais baixa de Carpenter desde "Taste" na parada do país, Enquanto atingiu sua posição de pico no número 48 na Espanha e número 97 na Itália.

## Apresentações ao vivo
Carpenter performou "Manchild" pela primeira vez na edição de 2025 do festival Primavera Sound em 6 de junho de 2025. Carpenter também apresentou a canção no British Summer Time Hyde Park em 5 e 6 de julho do mesmo ano. 

## Perssoal
Créditos adaptados do Tidal.
- Sabrina Carpenter – vocais, vocais de fundo, composição, produção, percussão
- Jack Antonoff – produção, composição, programação, vocais de fundo, violão, banjo, baixo, bateria, guitarra, percussão, sitar, sintetizador, engenharia
- Amy Allen – composição, vocais de fundo, percussão
- Rachel Antonoff – vocais de fundo, percussão
- Sean Hutchinson – bateria, percussão, engenharia
- Greg Leisz – guitarra, phin
- Jack Manning – percussão, remixagem, engenharia secundária
- Michael Riddleberger – percussão, engenharia
- Oli Jacobs –  percussão, engenharia
- Laura Sisk – engenharia
- Jozeph Caldwell – engenharia
- Joey Miller – gravação, engenharia secundária
- Kellie McGrew – gravação, engenharia secundária
- Serban Ghenea – mixagem
- Bryce Bordone – mixagem
- Ruairi O'Flaherty – masterização